# Muncelu, Bacău
Muncelu este un sat în comuna Glăvănești din județul Bacău, Moldova, România.